# Granville Brothers Aircraft

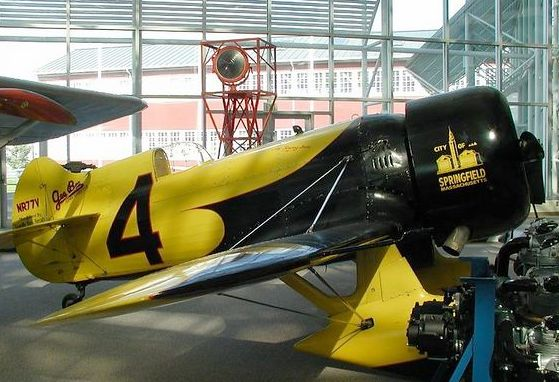
Latająca replika Gee Bee model Z w Seattle Air Museum

Granville Brothers Aircraft – amerykańska wytwórnia lotnicza, działająca od 1929 do bankructwa w 1934. Działała na lotnisku Springfield Airport w Springfield, stan Massachusetts. Jest najbardziej znana z organizacji wyścigów lotniczych Gee Bee Super Sportster.
Na samolocie tym wiele rekordów prędkości uzyskał znany pilot doświadczalny i kaskader Howard Hughes. 
Samolot był bardzo trudny pilotażowo, miał bardzo małe zapasy stateczności, znikome siły na sterach, zaś montowanie coraz mocniejszych zespołów napędowych jeszcze pogarszało skalę tych groźnych właściwości lotno-pilotażowych. W czasie jednej z prób bicia rekordu prędkości została sfilmowana katastrofa Gee Bee, gdzie maszyna podczas lotu na dużej prędkości utraciła jedno skrzydło i runęła na ziemię, zabijając pilota.

## Samolot
- Granville R-1 „Gee Bee”